# 조태승
조태승(趙台升, ?~?)은 조선의 경학자이다. 본관은 한양(漢陽), 자는 군익(君翼), 호는 국포(菊圃)이다. 경학이 뛰어나고 효성이 지극하다고 소문이 났었다. 영조 때 금오랑(金吾郞)에 천거되었지만 맡지 않았다.